# Салтыковка (Саратовская область)
Салтыковка — село в Ртищевском районе Саратовской области, административный центр Салтыковского муниципального образования (сельского поселения).

## География
Расположено при железной дороге Ртищево—Саратов в 25 км к юго-востоку от города Ртищево. В селе имеется железнодорожная станция Салтыковка Приволжской железной дороги.
Среди достопримечательностей — Никольская церковь (закрыта в 1930 году, ныне утрачена).

## История
Село было основано в начале XVIII века вольными переселенцами (в том числе беглыми крестьянами) из Рязанской и Тамбовской губерний.
До 1923 года входило в состав Барковской волости Сердобского уезда Саратовской губернии.
С 18 января 1935 года до 30 сентября 1958 года — центр Салтыковского района Саратовской (с 6 января 1954 года по 19 ноября 1957 года — Балашовской) области, затем вошло в состав Ртищевского района.

## Население
| 1939 | 2002  | 2010  |
| ---- | ----- | ----- |
| 2809 | ↘1303 | ↘1134 |